# نيكول هود
نيكول هود (بالإنجليزية: Nicole Houde)‏ (1945 في كندا - 3 فبراير 2016، مونتريال في كندا)؛ كاتِبة وروائية كندية. درست في جامعة مونتريال.